# Adam Green (regista)
Adam Green (Holliston, 31 marzo 1975) è un regista, sceneggiatore, attore e produttore cinematografico statunitense.

## Biografia
Adam Green è cresciuto a Holliston, nel Massachusetts e dopo aver terminato la scuola superiore si è laureato presso l'Hofstra University di New York. Terminati gli studi, il primo lavoro di Green fu la produzione e la regia di spot pubblicitari locali per la televisione via cavo, trasmessi nella zona di Boston.
Green ha fatto il suo debutto cinematografico con la commedia Coffee & Donuts, che basò in parte sulla propria vita. In seguito ha diretto e sceneggiato il film slasher Hatchet e il suo sequel Hatchet II, usciti nelle sale rispettivamente nel 2006 e nel 2010. Nel 2007 ha diretto assieme a Joel Moore il thriller Spiral e nel 2010 è stato regista e sceneggiatore di Frozen.
A partire dal 1998, Green ha inoltre diretto e sceneggiato una serie di cortometraggi, tra cui King in the Box, The Tiffany Problem, Fairy Tale Police, Saber, The Tivo e Jack Chop.

## Filmografia

### Regista e sceneggiatore
- Coffee & Donuts (2000)
- Hatchet (2006)
- Frozen (2010)
- Hatchet II (2010)
- Chillerama (2011) – segmento The Diary of Anne Frankenstein

### Regista
- Cheerleader Camp - film TV (2007)
- Spiral (2007)

### Attore
- Coffee & Donuts, regia di Adam Green (2000)
- Hatchet, regia di Adam Green (2006)
- The Eden Formula, regia di John Carl Buechler - film TV (2006)
- Haunted Forest, regia di Mauro Borrelli (2007)
- Gingerdead Man 2: Passion of the Crust, regia di Silvia St. Croix (2008)
- Frozen, regia di Adam Green (2010)
- Hatchet II, regia di Adam Green (2010)